# Forestville (Wisconsin)
Forestville – miasto w Stanach Zjednoczonych, w stanie Wisconsin, w hrabstwie Door.